# Coppa Bernocchi 2017

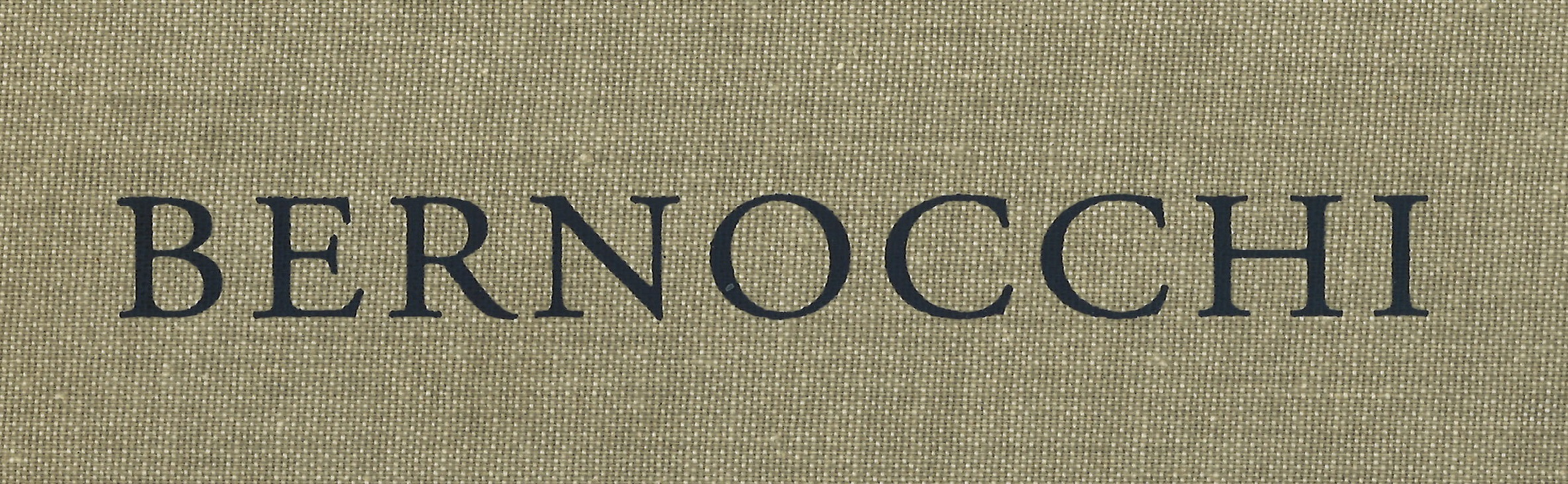
Das Logo des Bernocchi Cup, 1919 von der Familie Bernocchi, Legnano, 1922 gegründet

Die 99. Coppa Bernocchi 2017 war ein italienisches Straßenradrennen in der Lombardei mit Start und Ziel in Legnano nach 194 km. Es fand am Donnerstag, den 14. September 2017, statt. Zudem war es Teil der UCI Europe Tour 2017 und dort in der Kategorie 1.1 eingestuft.

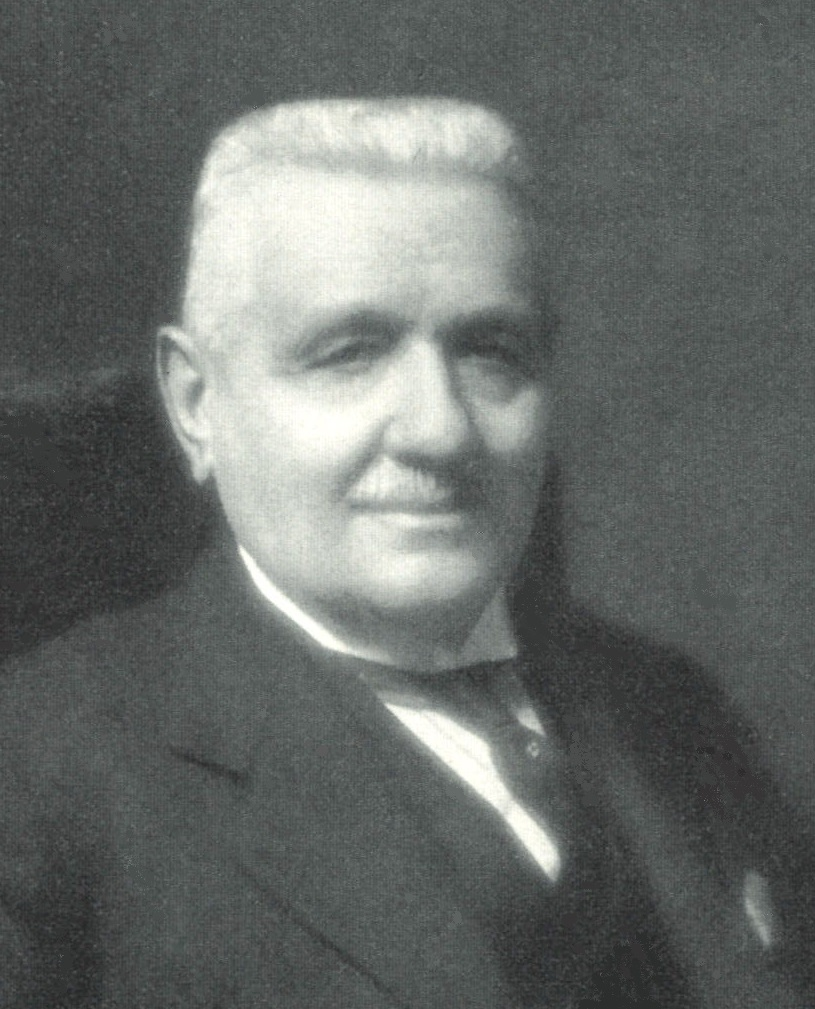
Antonio Bernocchi, der Gründer des Bernocchi Cups

Sieger wurde im Sprint einer etwa 45 Fahrern großen Gruppe der Italiener Sonny Colbrelli von Bahrain-Merida vor dem Kanadier
Guillaume Boivin von Israel Cycling Academy. Erst 300 Meter vor dem Ziel wurde der Österreicher Patrick Gamper eingeholt, der wenige Kilometer zuvor angegriffen hatte.

## Teilnehmende Mannschaften
| WorldTeams (3)- Bora-Hansgrohe - Bahrain-Merida - UAE Team Emirates Professional Continental Teams (10)- Fortuneo-Oscaro - Wilier Triestina-Selle Italia - Bardiani CSF - Nippo-Vini Fantini - Androni Giocattoli - Delko Marseille Provence KTM - CCC Sprandi Polkowice - Caja Rural-Seguros RGA - Israel Cycling Academy - Gazprom-RusVelo Continental Teams (11)- GM Europa Ovini - Lokosphinx - D'Amico-Utensilnord - Unieuro Trevigiani-Hemus 1896 - Adria Mobil - Dimension Data-Qhubeka - Kolss - Amore & Vita-Selle SMP-Fondriest - Rally Cycling - Tirol - Sangemini-MG.Kvis Nationalmannschaften (2)- Italien - Schweiz |
| |

## Strecke
Der Start erfolgte in Legnano. Zwischen Kilometer 50 und Kilometer 163 musste sieben Mal der Anstieg nach Morazzone bewältigt werden. Danach verlief relativ flach nach Legnano zurück.

## Rennergebnis
| #      | Fahrer           | Team                   | Zeit       |
| ------ | ---------------- | ---------------------- | ---------- |
| Sieger | Sonny Colbrelli  | Bahrain-Merida         | 4h 34' 32" |
| 2.     | Guillaume Boivin | Israel Cycling Academy | gl. Zeit   |
| 3.     | Sacha Modolo     | UAE Team Emirates      | gl. Zeit   |
| 4.     | Michael Albasini | Schweiz                | gl. Zeit   |
| 5.     | Elia Viviani     | Italien                | gl. Zeit   |
| 6.     | Simone Consonni  | UAE Team Emirates      | gl. Zeit   |
| 7.     | Shane Archbold   | Bora-hansgrohe         | gl. Zeit   |
| 8.     | Mihkel Räim      | Israel Cycling Academy | gl. Zeit   |
| 9.     | Eduard Prades    | Caja Rural-Seguros RGA | gl. Zeit   |
| 10.    | Davide Ballerini | Androni Giocattoli     | gl. Zeit   |

## Links
- Antonio Bernocchi